# Fort Hertz

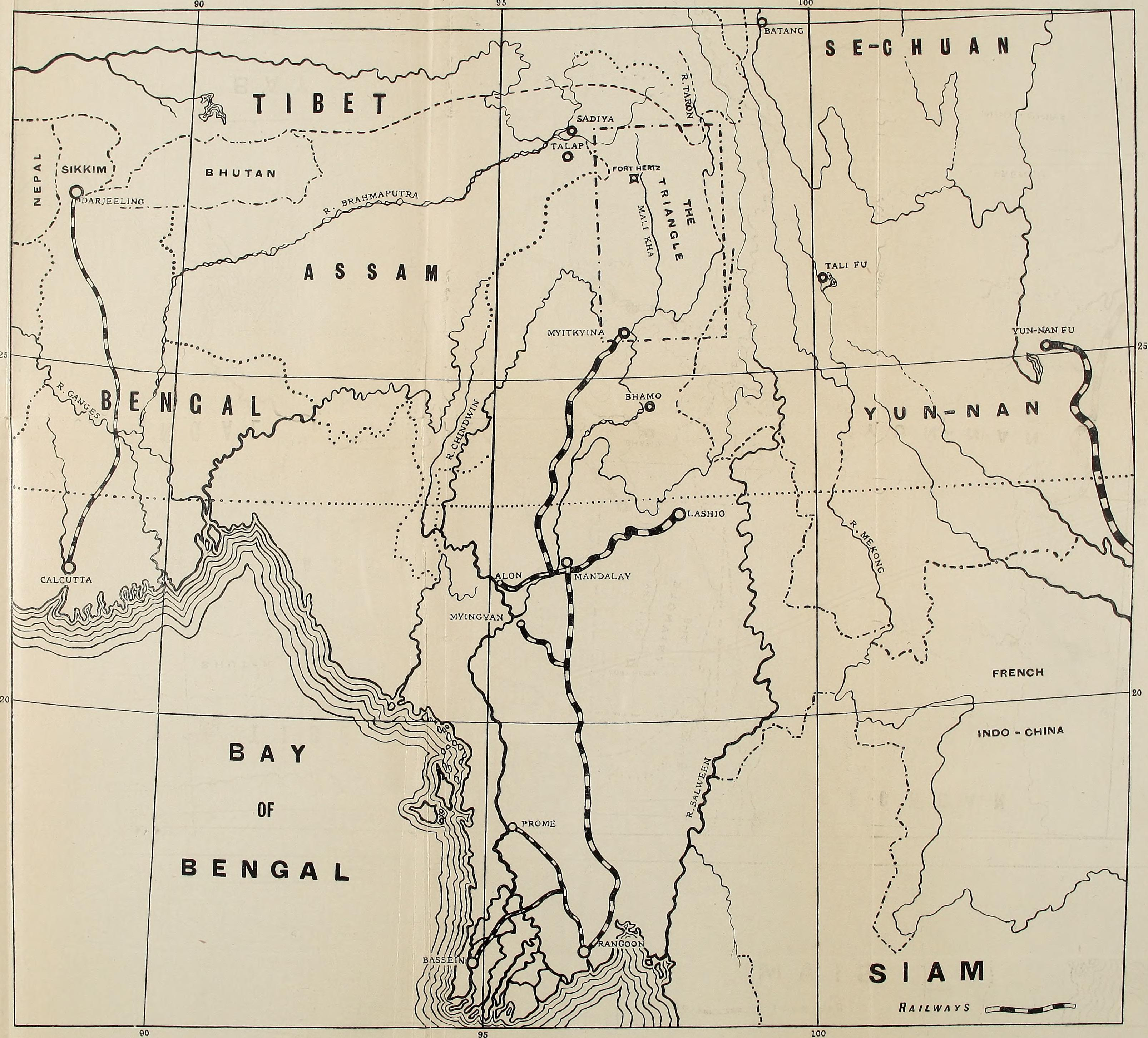
Die Lage von Fort Hertz im Norden Burmas (s. gestricheltes Rechteck)

Das Fort Hertz war bis 1942 ein Außenposten des Myitkyina-Bataillons der Burma-Grenztruppen während des Pazifikkriegs im Zweiten Weltkrieg. Der geografische Deckname der Alliierten für Fort Hertz im Norden Burmas war Ablaze.
Das Fort lag relativ abgelegen im Distrikt Putao im heutigen Kachin-Staat in der Nähe der heutigen Stadt Putao, etwa 354 km nördlich von Myitkyina. Der einheimische Name des Ortes war Hkamti Long (dt.: Großer Platz aus Gold). Der Militärposten wurde 1914 unter dem Namen Fort Putao erbaut und erhielt 1925 den Namen Fort Hertz, nach William Axel Hertz, der 1888 die ersten Expeditionen in den hohen Norden Burmas leitete und die Gegend kartografierte.

## Geschichte

### Erster Weltkrieg
Als 1914 der Erste Weltkrieg ausbrach, zogen die Briten die Menschen aus Burma, einschließlich der Kachins im Norden des Landes, ohne die Zustimmung der Völker von Burma in den Krieg hinein. Im ganzen Land wurden Rekrutierungen durchgeführt, was von den Kachins nicht erwartet wurde. Fort Hertz war die größte Anlaufstelle. Folglich kämpften viele Kachins an der Front mit den Mittelmächten.

### Zweiter Weltkrieg
Während der japanischen Invasion in Burma im Jahr 1942 durch die 15. Armee blieb eine Reihe britischer und indischer Truppen der burmesischen Garnison in der Gegend um Fort Hertz, Die indischen Militärbehörden hatten während des größten Teils des Sommers 1942 aber keinen direkten Kontakt mit dem Fort.

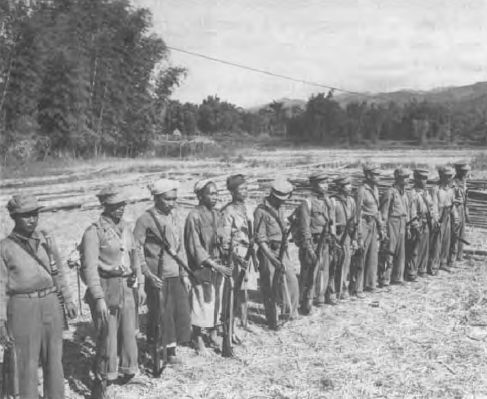
Kachin Einheit

In Burma stellten die Briten irreguläre Einheiten oder „Levies“ auf, die als Guerillas in den von Japan besetzten Gebieten operieren sollten. Das Ziel der Einheiten war es, die japanischen Operationen durch Sabotageakte und Angriffe auf deren Einrichtungen und kleine Außenposten zu stören. Zudem sollten sie Informationen über japanische Absichten und Aktionen ausforschen. Die drei Guerillaregimenter – die Karen Rifles, die Kachin Rifles und die Kachin Levies – waren zu dieser Zeit einheimische Kampfeinheiten im Dschungel, aber ihnen fehlte die taktische Ausbildung und die moderne Ausrüstung, die erforderlich waren, um Japans mechanisierte Infanterie und deren Waffen effektiv zu bekämpfen.
Um diese Einheiten zu unterstützen und den dortigen Landeplatz zu schützen, wurde Fort Hertz wieder besetzt. Es gab keine Straße von Indien nach Fort Hertz, und der Lufttransport und die Versorgung waren die einzige Option. Es war August, bevor dies möglich war, und es musste eine kleine Abteilung vorausgehen, die mit dem Fallschirm abgeworfen wurde, um den Landeplatz vorzubereiten.
Britische Truppen wurden schließlich am 3. Juli 1942 über Oberburma abgesetzt. Unter dem Kommando von Captain James Owen Merion Roberts vom indischen 153. (Gurkha) Fallschirmbataillon wurde dieser Abteilung befohlen, den Zustand des Myitkyina-Gebiets zu untersuchen und dann 240 km nördlich nach Fort Hertz zu marschieren.
Am 12. August 1942 überflog Major Hopkins von der 50. indischen Fallschirmbrigade Fort Hertz und entdeckte etwas unerwartet, dass es in britischer Hand war. Roberts hatte das Fort einige Tage zuvor erreicht. Die Landebahn war jedoch völlig unbrauchbar. Am nächsten Tag landete eine Gruppe des indischen 153. Fallschirmbataillons unter der Führung von Captain G. E. C. Newland mit technischem Nachschub in Fort Hertz und bis zum 20. August war der Flugplatz so weit in Stand gesetzt worden, dass kleinere Flugzeuge landen konnten. Am 24. August ist die Landebahn mit einem Kilometer Länge in Fort Hertz komplett einsatzbereit. Eine Kompanie indischer Infanterie wurde am 10. September eingeflogen und eine Basis errichtet.

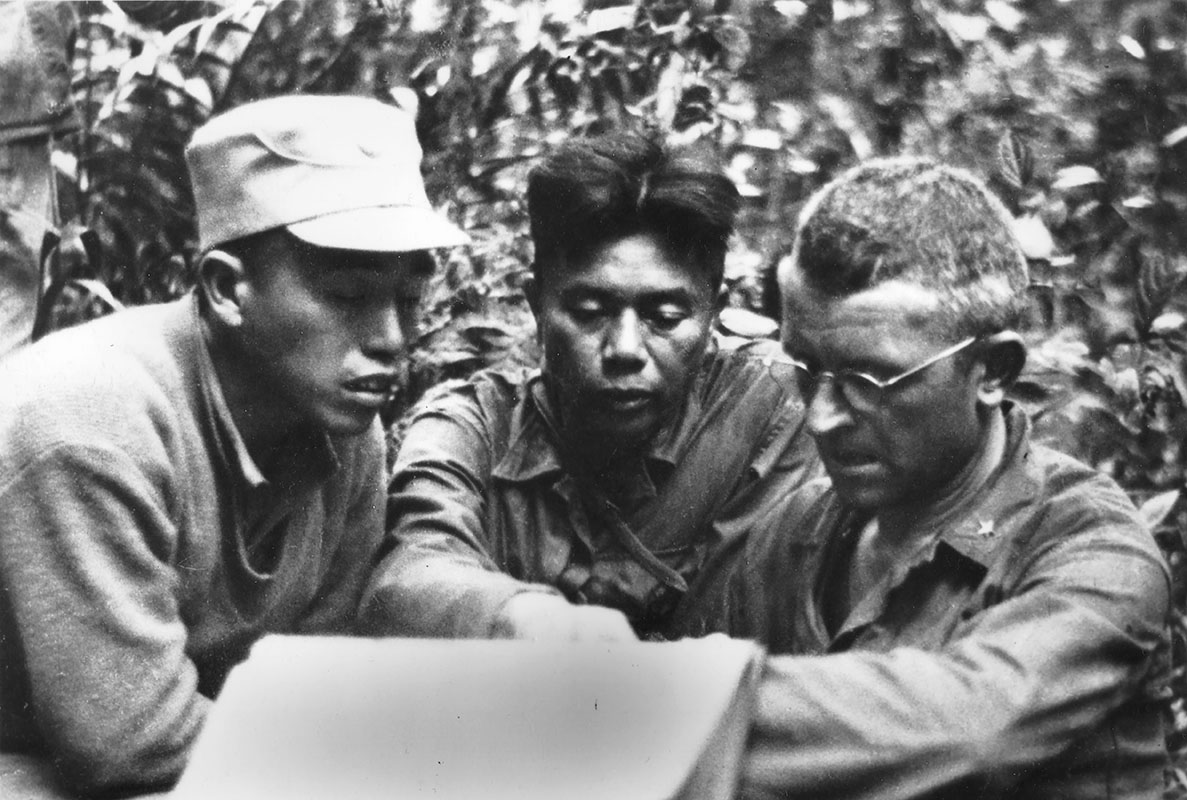
Frank D. Merrill (rechts), Befehlshaber der 5307th Composite Unit (Provisional), in einer Besprechung mit Kachin Scouts

Ende August wurden Oberstleutnant Walter Morris Felix Gamble und Captain Edmund Leach eingeflogen, um die nördlichen Kachin Levies zu rekrutieren und deren Hauptquartier in Sumprabum zu errichten. Als sich die Briten 1942 von Burma nach Indien zurückzogen durften die meisten Kachins der Burma Grenztruppen und der Burma Rifles nach Hause zurückkehren, um sich um ihre Familien zu kümmern. Sie durften ihre Gewehre und so viel Munition mitnehmen, wie sie tragen konnten. Die Japaner zögerten einige Zeit, in die Kachin-Hügel zu ziehen, aber als sie dies später im Jahr 1942 taten, waren die Kachins darauf vorbereitet. Zu kleinen Guerillabanden formiert, bedrängten sie die Japaner, und als die Nachricht von dieser Aktivität Indien erreichte, wurden britische Offiziere eingeflogen, um die Kachins zu organisieren.
Im August 1943 flog ein britisches V-Force-Team nach Fort Hertz, um die Kachin Levies wieder aufzustellen. General Joseph Stilwell schickte auch acht Offiziere und 40 Sergeants der amerikanischen Streitkräfte, die mit der Ausbildung der chinesischen Infanteriedivisionen beauftragt worden waren, nach Fort Hertz. Von diesem abgelegenen Außenposten aus sollten sie den Partisanenkrieg in Burma ausweiten, indem sie die Kachins bei der Führung eines Guerillakriegs hinter den japanischen Linien berieten und unterstützten. Im Dezember 1943 erließ Stilwell eine Anweisung, dass die Abteilung 101 ihre Stärke auf 3000 Guerillas erhöhen sollte. Dazu wurden in der Folge wiederum Kachins im Norden Burmas rekrutiert. Am 1. Februar 1944 wurden die Kachin-Einheiten unter den Oberbefehl von Stilwells Northern Combat Area Command versetzt.
Britische Einheiten operierten von Ledo im Norden bis Fort Hertz, von Kohima bis zum Fluss Chindwin und in den Bergen westlich von Imphal.

## Operationen

### Operation Forward
Eine kleine Einheit der Abteilung 101 zog Ende Dezember 1942 nach Fort Hertz, um die Operation Forward auszuführen. Sie zogen weiter nach Sumprabum in die Nähe der japanischen Linien. Die Operation sollte Informationen weitergeben, potenzielle Bombenziele identifizieren, Wetterbedingungen melden und sehr begrenzte Kampfhandlungen gegen lokale japanische Streitkräfte durchführen. Die Einheiten wurden verstärkt durch einige Anglo-Burmesische- und Kachin-Rekruten. Forward erwies sich als Erfolg und es wurden weitere Erkundungen in von Japan kontrollierte Gebiete vorgenommen.

### Operation Knothead
Im August 1943 wurde die Operation Knothead durchgeführt, deren Aufgaben denen von Forward ähnelten. Beide Missionen versorgten Nazira in Indien, das Hauptquartier der Abteilung 101, mit einem konstanten Strom taktischer Informationen.
Ausgehend von Forward und Knothead begann die Abteilung 101 auch weitere einheimische Kachins für Guerilla-Operationen zu rekrutieren.

## Fort Hertz heute
Die Ruine des Fort Hertz existiert noch heute. Derzeit (Stand September 2022) kann nur die Stadt Putao betreten werden, allerdings ist sie nur auf dem Luftweg erreichbar. Touren außerhalb der Stadt sind untersagt, und damit auch nach Fort Hertz.